# Sabino Soares

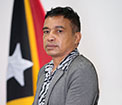
Sabino Soares

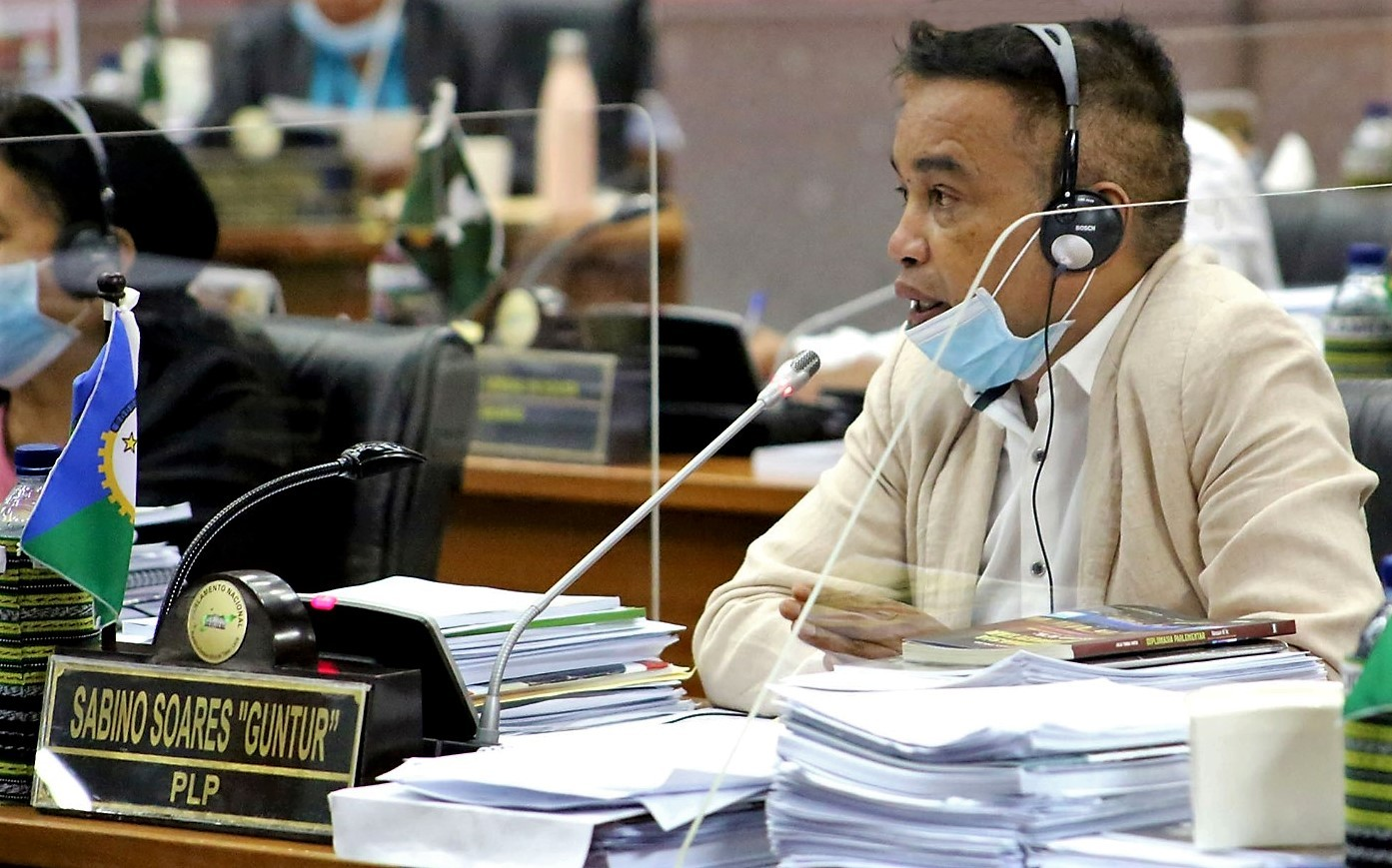
Sabino Soares im Parlament (2020)

Sabino Soares (* 8. Juli 1975 in Lelalai, Baucau, Portugiesisch-Timor; † 23. Januar 2021 in Dili, Osttimor) war ein Politiker aus Osttimor. Er war Mitglied der Partidu Libertasaun Popular (PLP) und Vizepräsident des Nationalen Politischen Rates der Partei. 2017 war er „Erster Vizepräsident in Vertretung“ der PLP.
Sein Kampfname Guntur (deutsch Donner) war eine Abkürzung des indonesischen „Gunakan Tenagamu Untuk Rakyat“ (deutsch Seine Kraft für die Menschen nutzen).

## Politischer Werdegang
Soares war im Zivilberuf Lehrer an der Escola 28 de Novembro, die er auch gegründet hatte. Während der indonesischen Besatzungszeit bis 1999 engagierte er sich in verschiedenen Jugendgruppen des Widerstands, wie EGOLAI, Amor da Paz, HPPMAI, LIJUMA, OPJLATIL und CPD-RDTL.
Bei den Parlamentswahlen 2017 scheiterte Soares auf Platz 10 der Wahlliste der PLP und auch bei den vorgezogenen Neuwahlen 2018 stand Soares auf Platz 35 der Aliança para Mudança e Progresso (AMP), zu der auch die PLP gehört, und verpasste erneut knapp den Einzug in das Nationalparlament Osttimors. Da aber Regierungsmitglieder ihren Parlamentssitz laut Verfassung abgeben müssen, rückte Soares bereits zur ersten Parlamentssitzung für Taur Matan Ruak nach. Im Parlament war Soares Vizepräsident der Kommission für Bildung, Jugend, Kultur und Bürgerrechte (Kommission G).
Soares litt an Diabetes, was zu Lungenkomplikationen führte. Am 4. Januar musste er in das Hospital Nacional Guido Valadares (HNGV) eingeliefert werden, wo er am 23. Januar 2021 um 4 Uhr morgens verstarb. Er hinterließ seine Frau und fünf Kinder.